# Paracaidismo

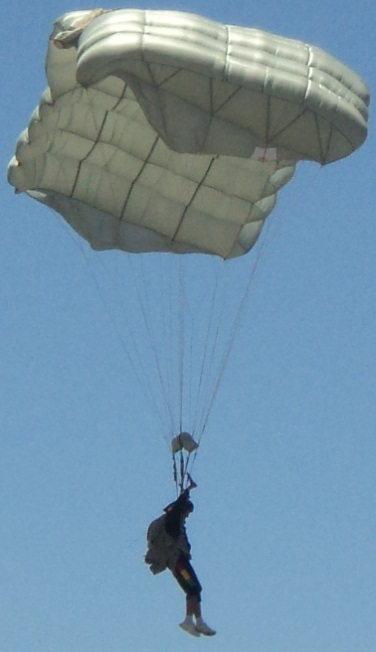
Paracaidista a punto de aterrizar

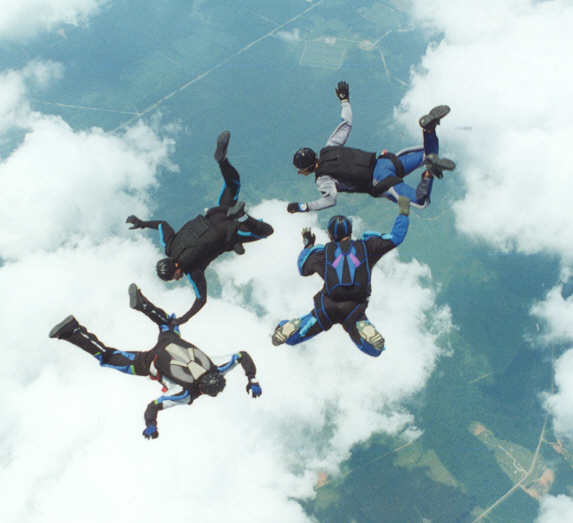
Paracaidistas realizando figuras en caída libre

El paracaidismo es la técnica de lanzamiento de seres humanos u objetos desde cierta altura usando un paracaídas para amortiguar el impacto del aterrizaje.  
Se puede realizar desde cualquier aeronave como un avión, helicóptero, globo aerostático o desde un objeto fijo elevado a la altura necesaria. En algunos casos el paracaídas es abierto inmediatamente al salir de la aeronave u objeto fijo y en otros casos se realiza una caída libre controlada antes de realizar la apertura manual o asistida dependiendo del caso.

## Historia                                                             del paracaidismo

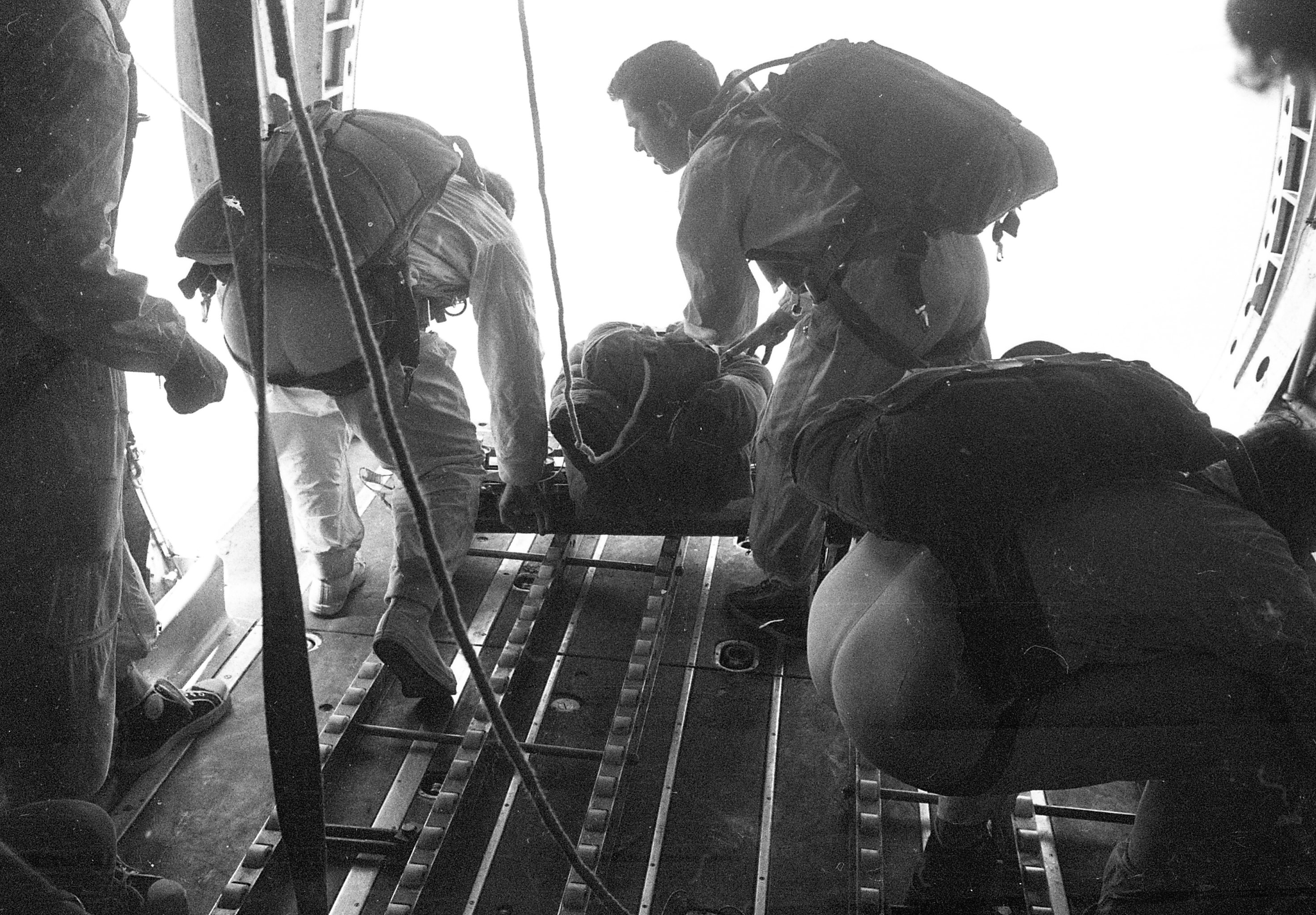
Paracaidistas antes del lanzamiento, Israel 1969

El primer intento conocido de lanzarse en paracaídas tuvo lugar en Córdoba (España), en el año 853 con éxito no totalitario, ya que, Abbás Ibn Firnás, el hombre que saltó, sufrió algunas heridas al caer. El uso del paracaídas también fue sugerido por Leonardo da Vinci cuando vivía en Milán. A lo largo de la historia existieron muchos otros intentos fallidos, sin embargo el primer paracaídas práctico fue inventado en 1783 por el francés Louis-Sébastien Lenormand. En 1785 el aeronauta francés Jean Pierre Blanchard dejó caer un perro equipado con un paracaídas desde un globo y en 1793 aseguró haber realizado el primer descenso humano con éxito utilizando un paracaídas. En adelante, los paracaídas se convirtieron en un elemento habitual del equipamiento de los pasajeros en los globos aerostáticos y después de la Primera Guerra Mundial se adoptaron como sistemas de seguridad para los pilotos y los pasajeros de los aviones.
Durante la Segunda Guerra Mundial, los ejércitos generalizaron el uso de los paracaídas equipando tropas especializadas que eran lanzados en zonas situadas detrás de las líneas del enemigo desde aviones de transporte. A menudo la altura de vuelo era relativamente baja y los paracaídas estaban diseñados para abrirse automáticamente al salir de la aeronave mediante cintas que unen la estructura del mismo con el sistema de apertura del paracaídas. En la mayoría de los conflictos bélicos posteriores, los paracaídas se han utilizado para dejar caer equipamiento pesado como tanques, camiones y cañones. La copa o el toldo de tela de un paracaídas de equipo pesado puede llegar a medir hasta 30 metros de diámetro. 
En la década de 1970, el paracaidismo deportivo se hizo muy popular gracias a un sistema de liberación rápida del paracaídas principal basado en los tres anillos o aros, diseñado por el ingeniero Bill Booth, que permitía a cualquier persona usarlo.

## Objetivo

### Fines de ocio o deportivos
En este caso, durante la caída libre, antes de abrir el paracaídas, los paracaidistas «vuelan» de forma relativa, aunque siempre continúan cayendo; esto divide la actividad en dos modalidades totalmente distintas: la caída libre y el vuelo con paracaídas.
Está considerado dentro de los deportes aeronáuticos y reconocido por el Comité Olímpico Internacional. Es un deporte no convencional y la mayoría de las modalidades se practican en competición regulada mundialmente por la Federación Aeronáutica Internacional
Instituciones militares, policiales, bomberas y médicas entrenan a su personal como paracaidistas con el fin de crear unidades aerotransportadas y trasladar personal especializado o tropas junto con el resto del equipo a lugares de difícil acceso.

## Equipo
Para saltar de una aeronave, cada paracaidista lleva dos paracaídas: uno principal y uno de reserva que se encuentra dentro de uno o dos contenedores cosidos a un arnés. Los contenedores pueden ubicarse en la espalda, en el pecho o también se pueden poner tipo asiento o sobre el regazo. Adicionalmente, los paracaídas pueden usar un sistema de apertura automática de emergencia, el cual se ha hecho de uso obligatorio en casi todas las zonas de saltos del mundo.
Se recomienda el uso de gafas y altímetro. Si el paracaidista lo requiere, puede usar casco, braga o traje, guantes, zapatos o botas especialmente para operaciones aerotransportadas. Para saltos a grandes alturas se usa una máscara conectada a cilindros con aire similar a las usadas por los buzos.
Los paracaídas pueden ser redondos o rectangulares. Los paracaídas redondos tienen una navegación parcial o nula, ya que solo se usan para transportar personas u objetos a destino. En el caso de los paracaídas rectangulares presurizados tipo ram air, una vez abiertos, el practicante puede controlar la dirección y la ruta de caída con los conductores. Dichos paracaídas funcionan igual que el ala de un avión, pero solo pueden planear en descenso.

## Modalidades

### Caída libre
Caída libre (deporte) (editar | discusión | historial | enlaces | vigilar | registros | proteger | borrar)
- Trabajo Relativo (Relative Work): varios paracaidistas realizan diversas formaciones o figuras durante la caída libre en posición "panza abajo" o belly.
- Estilo Libre (Free Style): una versión de vuelo humano donde se realizan piruetas muy similares a la de gimnasia olímpica.
- Vuelo Libre (Free Fly): es la modalidad donde se combinan todas las posiciones, formas y direcciones de vuelo; las 2 posiciones básicas son sentado y cabeza abajo
- Derivas (Tracking): se vuela asumiendo una posición en la que se produce el máximo desplazamiento horizontal.
- Ángulo (Ange fly): Es parecido al tracking pero con un ángulo más inclinado, aumentando la velocidad vertical.
- Sky Surf: con un skyboard que es una tabla conectada a ambos pies y que permite realizar movimientos con muy veloces rotaciones o dar cierta sustentación al practicante.
- Traje de alas (Wingfly): se usa un traje especial de aire presurizado, que asemeja su diseño a la ardilla voladora (Pteromys volans), reduciendo la velocidad vertical y desplazando grandes distancias en sentido horizontal.
- Salto Tándem: Salto que se realiza con un paracaídas de doble arnés que lleva 2 personas. Modalidad para principiantes. Para iniciarse en el salto en paracaídas la modalidad más recomendable para los novatos es el tándem. En este salto el principiante irá sujeto a un arnés y unido a un monitor que tendrá como cometido que todo vaya bien. En estos casos se emplea un único paracaídas de grandes dimensiones y que tiene la facultad de soportar el peso de dos personas adultas. Con este salto los interesados pueden tener una primera toma de contacto con el mundo del paracaidismo sin asumir casi ningún riesgo porque todo el peso de la maniobra recae sobre el monitor. Tanto la caída al vacío como el aterrizaje, el planeo, la apertura del paracaídas y el descenso corresponderá al profesional mientras que el aprendiz sólo tendrá que preocuparse por disfrutar de una experiencia única.[3]
- Salto B.A.S.E.: salto desde plataformas fijas, como antenas, montañas, puentes, edificios, etc.

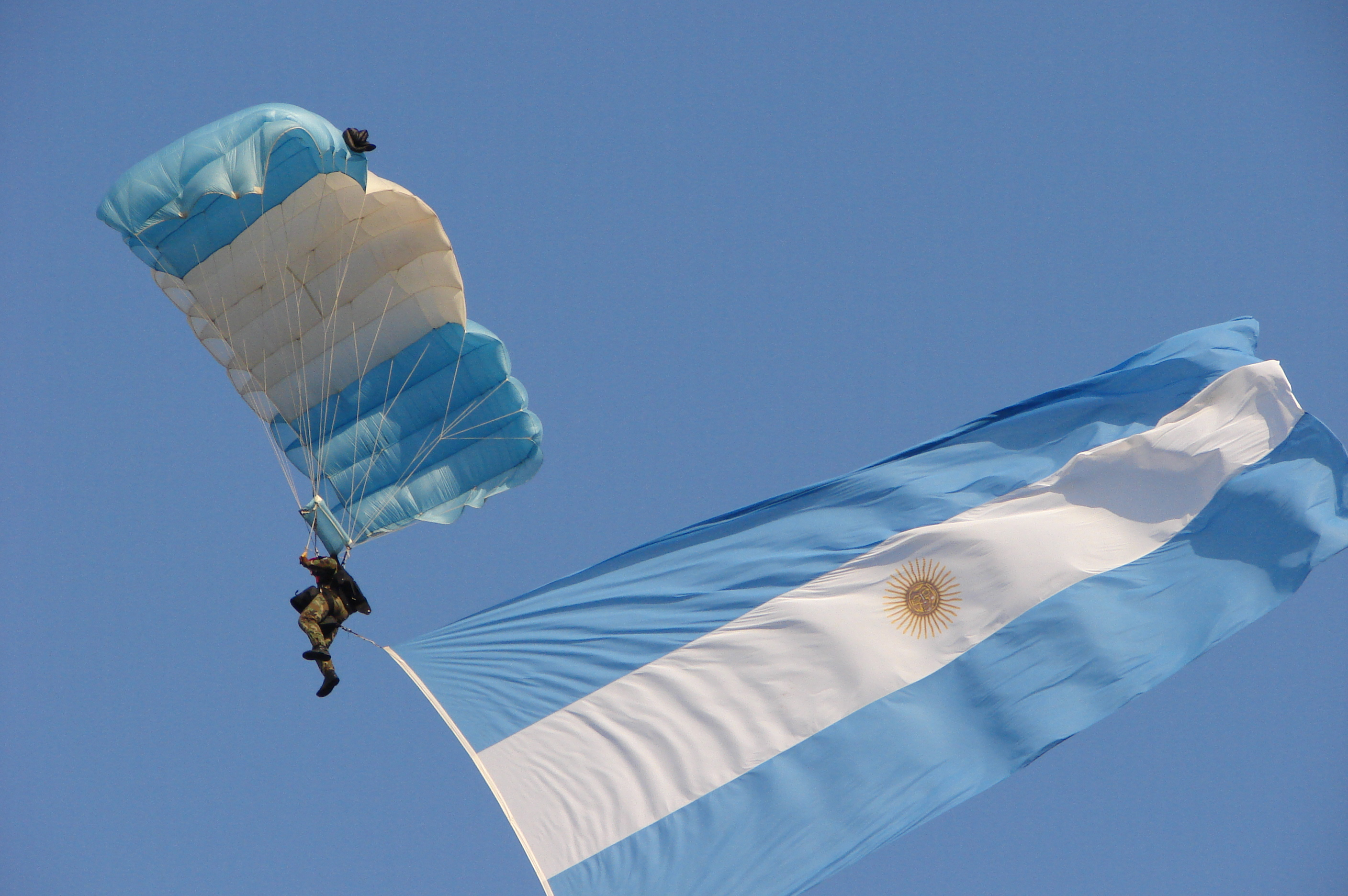
Paracaidista desplegando una bandera argentina.

### En vuelo con paracaídas
- Precisión: el paracaidista debe aterrizar lo más cerca posible de un blanco.
- Swooping (Pilotaje de Velámenes): un tipo de aterrizaje en el que el paracaidista pasa a ras del suelo, cubriendo distancias largas a alta velocidad y en la que puede hacer diferentes maniobras durante este recorrido; puede efectuarse sobre cualquier superficie aunque se recomienda a hacerlo en el agua para proporcionar una superficie más segura además de su vistosidad al levantar una estela de agua.
- Trabajo Relativo de Velamen: (C.R.W.) : un equipo de paracaidistas, con el paracaídas abierto, adoptan diversas formaciones juntando sus velámenes.
- Ground launching: Despegando desde la tierra, la técnica es muy similar al swooping pero se va pasando a ras de una montaña o superficie inclinada, haciendo múltiples "swoops". En montañas nevadas se pueden usar esquís.

### Saltos especiales
- H.A.L.O.: Aquellas siglas significan: (High Altitude, Low Opening) En este tipo de saltos el paracaidista salta de una aeronave a alturas superiores a los 15000 pies haciendo caída libre hasta por debajo de los 5000 pies. Si el vuelo en el avión pasa de los 30 minutos se usa oxígeno suplementario tanto en el avión como durante la caída libre.
- H.A.H.O.: Significa: (High Altitude, High Opening) En este tipo de saltos el paracaidista salta de una aeronave a alturas superiores a los 15000 pies abriendo su paracaídas por encima de los 10000 pies. Las navegaciones con el paracaídas son muy largas. Se usa oxígeno suplementario tanto en el avión como durante la navegación.
- L.A.L.O.: Es: (Low Altitude, Low Opening) En este tipo de saltos el paracaidista salta de una aeronave a muy baja altura, abriendo su paracaídas rápidamente y aterrizando casi inmediatamente.

## Seguridad
En lo que se refiere al paracaidismo deportivo, la actividad ha sufrido un abismal avance en cuanto a seguridad desde finales de 1980, principalmente debido al desarrollo tecnológico de los equipos y a la implementación de reglas y procedimientos para evitar inconvenientes.

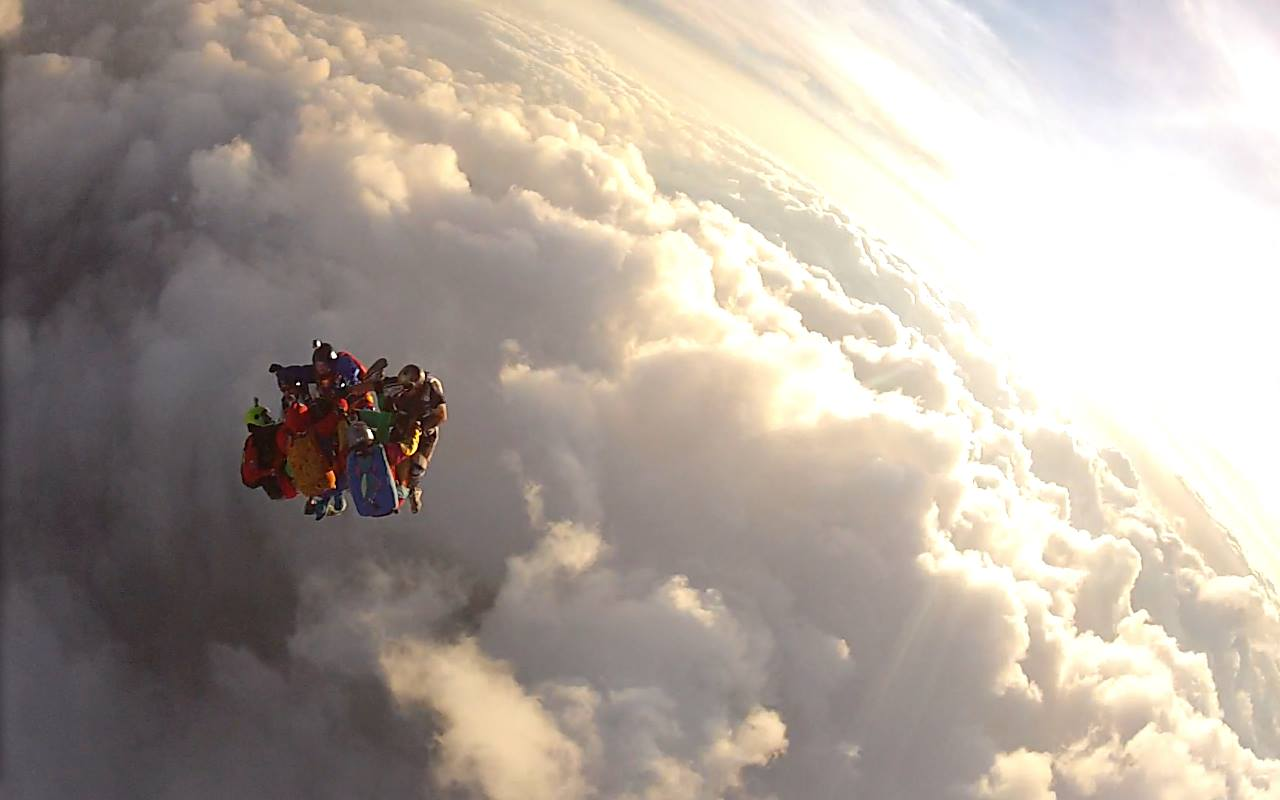
Salto "hotdog"

### Paracaídas
En cuanto a los paracaídas rectangulares, también llamados campanas o canopias, los diseños actuales han avanzado gracias a los sistemas de corte láser CNC que permiten efectuar piezas externas e internas provenientes de programas de computadora tipo CAD y más recientemente los llamados softwares paramétricos. Estos diseños actuales permiten elaborar paracaídas de alto performance que proveen vuelos más horizontales, es decir, perdiendo menos altura y avanzando mucho más hacia adelante, tratando de no descuidar aperturas fiables y seguras. En cuanto a los paracaídas que su usan para reservas y los de salto B.A.S.E. por el contrario están enfocados en aperturas extremadamente fiables y vuelos más verticales y lentos. Cabe destacar que los paracaídas principales deportivos son empacados en aproximadamente 10 minutos y aun así tienen una baja probabilidad de abrir enredados, siempre y cuando el paracaidista lo accione en posición panza abajo, más conocida por su nombre en inglés "belly". Los paracaídas de reserva son inspeccionados y empacados cada 6 meses (se usen o no) por un especialista certificado; el tiempo aproximado que toma el especialista en chequear y empacar estos paracaídas puede llegar a 1 hora, ya que se hace con total calma y observación del procedimiento y en un ambiente con temperatura y humedad controlado; esto reduce las probabilidades de falla de una reserva casi a 0%.

### Contenedores
Los contenedores donde se guardan los paracaídas ya plegados, han conseguido un estándar en el sistema "piggy bag", que son los dos paracaídas en una mochila ubicada en la espalda, sustituyendo en gran medida los sistemas de reserva al frente y dejando los sistemas de asiento únicamente para paracaídas de emergencia para pilotos. Igualmente que las canopias, los cortes láser de la tela de estos, han permitido hacer diseños más compactos, reduciendo la posibilidad de enredo o malfunciones.

### Sistemas de activación
El sistema manual de apertura de los paracaídas es básicamente un pequeño paracaídas llamado pilotín o pilotillo ubicado dentro o debajo del contenedor, que se lanza hacia afuera con la mano en el caso de los pilotines libres o liberándolos a través de una manilla en el caso de los que tienen un resorte interior cosido y están comprimidos dentro del contenedor.
Una de las más grande innovaciones de los paracaídas que ha permitido la realización de la actividad como deporte para todo tipo de personas sin intenso y complejo entrenamiento, es el sistema "3 aros" inventado por el ingeniero estadounidense Bill Booth, fundador de una de las principales casas de fabricación de paracaídas ubicada en DeLand, Florida, Relative Workshop hoy en día llamada United Parachutes Technologies, el cual permite desprender el paracaídas principal con solo tirar sin mucho esfuerzo una pequeña almohadilla ubicada al frente del paracaidista.

### Sistemas alternos

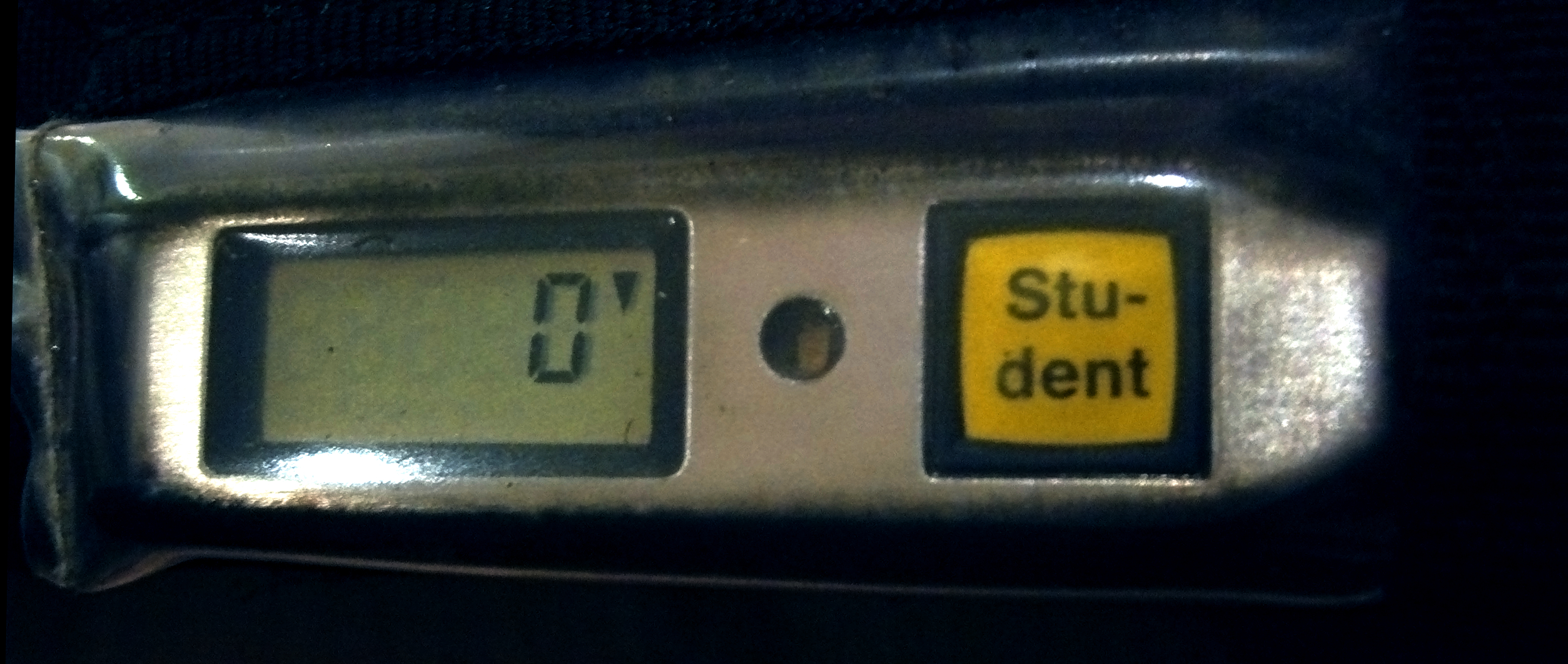
Sistema de AirTec. Cypres2

A mediados de 1990 empezó a desarrollarse los sistemas alternos o de respaldo, con diferentes objetivos y de diferentes funcionamientos. Uno de los dispositivos más difundidos es el '"A.A.D.'", acrónimo de "Automatic Activation Device (Dispositivo automático de activación o Dispositivo de Activación Automática)" que consta en un aparato electrónico incluido dentro del contenedor que mide la altura y la velocidad del paracaidista; la activación de estos dispositivos ocurre cuando el paracaidista aún permanece a alta velocidad al pasar por una altura mínima de seguridad predefinida en el aparato, el cual produce la apertura automática del paracaídas de reserva. Inicialmente esta tecnología usaba un electroimán que tiraba de un cable metálico permitiendo la expulsión del pilotín o pilotillo con resorte que abre el reserva. Posteriormente se inventó un sistema mucho más fiable, que explota un diminuto cartucho con pólvora, el cual dispara una cuchilla que corta una cuerda llamada "loop" que mantiene el contenedor cerrado, e igualmente dejando salir el pilotín o pilotillo. Este sistema se ha vuelto hoy en día tan fiable y seguro, que muchas zonas de salto alrededor del mundo, al igual que asociaciones y federaciones de paracaidismo, lo han hecho obligatorio para la práctica de la actividad.
Otro de los sistemas alternos desarrollados, es el "R.S.L.", acrónimo de "Reserve Static Line (línea estática de liberación)". Bill Booth desarrolló este dispositivo, mejorándolo y llamándolo Sky Hook. Este dispositivo es simplemente una línea atada por un extremo al paracaídas principal y el otro extremo atado al cable metálico de liberación del paracaídas de reserva; el sistema produce la liberación del pilotín o pilotillo de reserva y la posterior apertura del mismo inmediatamente después que el paracaidista ha desconectado su paracaídas principal. El sistema de Booth, el Sky Hook, adicionalmente conecta directamente el paracaídas principal al pilotillo del reserva, de modo que se reduce la posibilidad de enredo entre estos 2 y además acelera el proceso de liberación del paracaídas de reserva de la bolsa donde se encuentra guardado haciendo que el paracaídas principal funcione como pilotín o pilotillo del de reserva.

### Reglamentación
Aunque cada país y federación define sus propias reglas, la Federación Aeronáutica Internacional (FAI) dicta preceptos y conceptos básicos del deporte a nivel mundial.